# Wang Laboratories

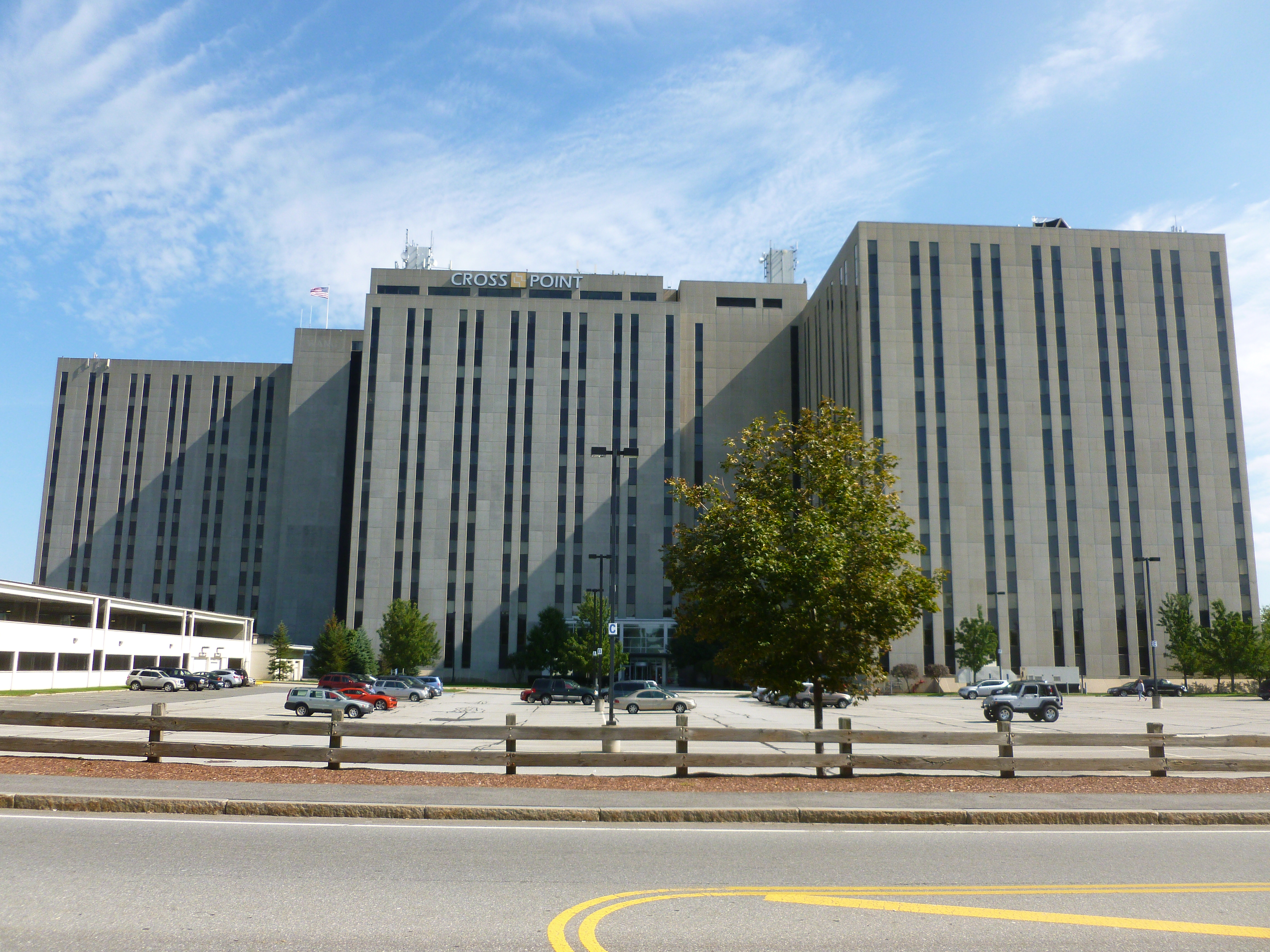
Wang Laboratories tidigare huvudkontor i Lowell

Wang Laboratories var en datortillverkare som grundades av Dr. An Wang och Dr. G. Y. Chu 1951. Bolaget var först i Cambridge i Massachusetts (1954–1963), Tewksbury i Massachusetts (1963–1976) och slutligen i Lowell i Massachusetts (1976–1997). Bolaget hade sin storhetstid under 1980-talet då bolaget hade 33 000 anställda och var en av de ledande datortillverkarna. Bolaget hamnade i svårigheter i slutet av 1980-talet och gick i konkurs 1992. Efter konkursen hamnade de resterande verksamheterna i Wang Global som sedan köptes upp av Getronics 1999 och sedermera upphörde som varumärke och företagsdel.
Bolaget tillverkade först kalkylatorer som såldes till forskare och ingenjörer och sedan blev företaget framgångsrikt som leverantör till finanssektorn. I början av 1970-talet togs det strategiska beslutet att lämna kalkylatortillverkning och satsa på datorer och bolaget kom att bli specialiserade på ordbehandlare. Den första modellen var Wang 1200 som hade tangentbord från IBM Selectric och som var en föregångare till operativsystemet Wang Office Information System (Wang OIS). Modellen följdes upp av Wang 1200 WPS som lanserades 1976. Utmärkande var att det rörde sig om fleranvändarsystem med terminaler som hade central datalagring (master unit).